# 克麗絲叮
克麗絲叮（英語：Christine Welch，1988年12月28日—），是一位來自美國的女歌手。2011年時，因在YouTube上翻唱多首國語歌曲而走紅，2014年出道發行第一張個人創作專輯。她能夠流利的聽、說、以及讀中文，喜歡的書籍是《莊子》，欣賞的詞人是李清照，她目前定居在美國，目前在威斯康星大學亞洲語言文化系攻讀博士，專業是中國語言與文化。
「克麗絲叮」的藝名是她自己取的，「叮」是她喜歡的漫畫《哆啦A夢》，在台灣曾譯為小叮噹。中文名「韋欣」則是她在就讀北京外国语大学時的老師幫她取的名。

## 生平
克麗絲叮出生於美國新墨西哥州的阿布奎基市，她是家中三個女兒的大姐:自序，幼時曾在學校習得西班牙語與法語。她從小就喜歡哼哼唱唱，小學時結交了一位來自台灣的朋友，但當時並不會中文。中學以後開始喜歡閱讀，高中畢業以全校第一名資格錄取了西北大學。因為大學時的亞洲語言課程選修她當時認為最難的中文，從此迷上中國文化，同時在大學也參加了A Cappella合唱團。
大學三年級時，她申請前往北京外国语大学留學。在此期間，她接觸到台灣偶像劇《流星花園》，與聽到周杰倫、楊丞琳等歌手的作品，因此之後決定轉赴台灣。
大學畢業後，她獲得傅爾布萊特獎學金，到高雄市的三民國小與壽山國小教小學生英文，同時到國立中山大學華語教學中心繼續學習；2010年，她開始在Youtube上傳自己翻唱的華語歌曲；2011年，因翻唱電視劇《我可能不會愛你》中陳柏霖的插曲獲好評，引來媒體注目。
2013年，她被唱片公司相中，準備在2014年發行專輯，但勞委會以外國人必須以母語寫成文件，而駁回她在台灣的工作證申請，在媒體報導後，勞委會以「認知差異」作回應而放行。
2018年8月左右，她於2013年在台灣創作的歌曲《一百萬个可能》在抖音的影響下，在中國大陸再次爆红。2018年年末，克丽丝叮在2019年《北京卫视环球跨年冰雪盛典》上演唱了《一百萬个可能》這首歌曲。

## 著作
- 克麗絲叮. . 滾石移動股份有限公司. 9 July 2014.

## 外部連結
- 克麗絲叮的Facebook專頁
- 克麗絲叮的新浪微博
- 克麗絲叮的Instagram帳戶
- YouTube上的Christine Welch頻道